# Nefateratura
Nefateratura är ett släkte av insekter. Nefateratura ingår i familjen vårtbitare.
Kladogram enligt Catalogue of Life:
| Nefateratura | \| \| Nefateratura mesembrina \| \| \| \| \| \| Nefateratura terminata \| \| \| \| |
|              | \| \| Nefateratura mesembrina \| \| \| \| \| \| Nefateratura terminata \| \| \| \| |
|              | Nefateratura mesembrina                                                            |
|              |                                                                                    |
|              | Nefateratura terminata                                                             |
|              |                                                                                    |